# Fragmenta Lipsiensia
Die Fragmenta Lipsiensia (Leipziger Fragmente, auch Codex Lipsiensis, Codex Tischendorfianus II, Siglum K nach Rahlfs) sind Fragmente einer Pergamenthandschrift in griechischer Sprache aus dem 7. oder 8. Jahrhundert.
Sie bestehen aus  22 Blättern, von denen 17 im 9. Jahrhundert mit einem arabischen Text überschrieben wurden (Palimpsest).
Die Fragmente enthalten Teile aus dem 4. Mose (Numeri), dem 5. Mose (Deuteronomium), dem Buch Josua und dem Buch der Richter.
Die Blätter wurden 1844 von Konstantin von Tischendorf im Kloster Saba zwischen Jerusalem und dem Toten Meer gefunden. Sie befinden sich heute in der Universitätsbibliothek Leipzig, Signatur Cod. Tisch 2, und in der Russischen Nationalbibliothek in St. Petersburg, Signatur Cod. Gr. 28.

## Textausgaben
- Konstantin von Tischendorf: Monumenta sacra inedita. Nova collectio, Vol. 1, Leipzig 1855
- Max L. Margolis: The K Text of Joshua, in: The American Journal of Semitic Languages and Literatures, 28, 1911/12, S. 1–55. online